# Epeízű pókhálósgomba
Az epeízű pókhálósgomba (Cortinarius vibratilis) a pókhálósgombafélék családjába tartozó, Európa és Észak-Amerika erdeiben honos, nem ehető gombafaj.

## Megjelenése
Az epeízű pókhálósgomba kalapja 2-5 cm széles, alakja fiatalon domború, később domborúan kiterül, közel lapos lehet. Felülete nedvesen nyálkás. Színe sárga, narancssárga vagy okker-, zsemlebarnás. Pereme általában világosabb. Húsa fehér vagy halványsárgás. Íze nagyon keserű, hosszan rágva csípős; szaga nem jellegzetes vagy kissé kellemetlen.
Lemezei tönkhöz nőttek. Színük fiatalon halvány okkerbarnás, éretten agyagbarnásak.
Spórapora rozsdabarna. Spórája ellipszis alakú, felülete egészen kicsit rücskös (majdnem sima), mérete 6-7,5 x 4-5 µm.
Tönkje 3-7 cm magas és kb 1 cm vastag. Tövénél bunkós vagy orsó formájú, gyakran elég rövid. Színe fehéres, fiatalon gyakran nyálkás réteg borítja, amely idővel lekopik és csak a tövénél található meg.

### Hasonló fajok
Hasonlít hozzá a fehértönkű pókhálósgomba és a kéklemezű pókhálósgomba.

## Elterjedése és termőhelye
Európában és Észak-Amerikában honos. Magyarországon nem ritka. 
Savanyú talajú lomb- és fenyőerdőben él, a fákkal gyökérkapcsoltságot alkot. A nedves, mohás helyeket kedveli. Augusztustól októberig terem.

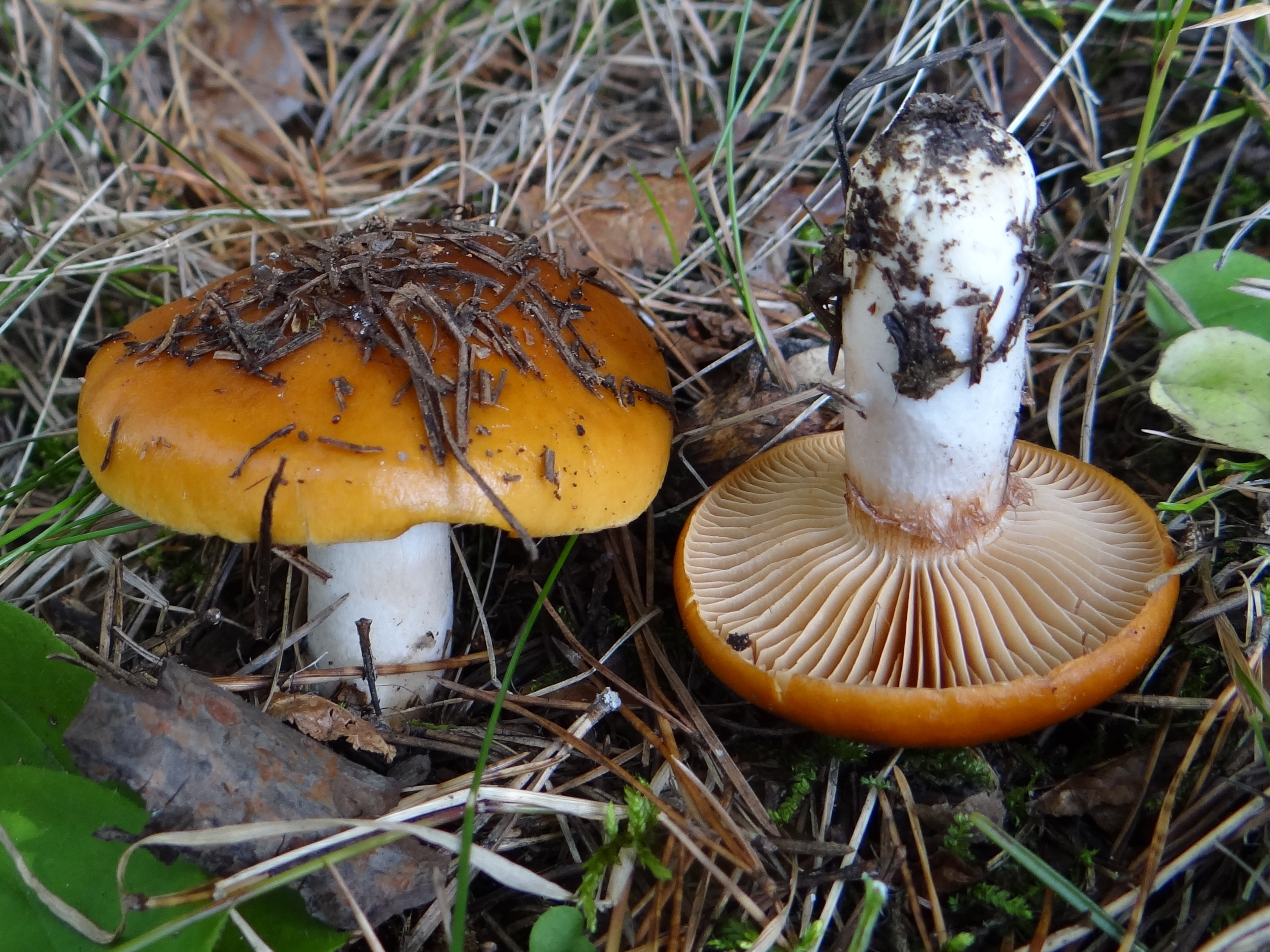
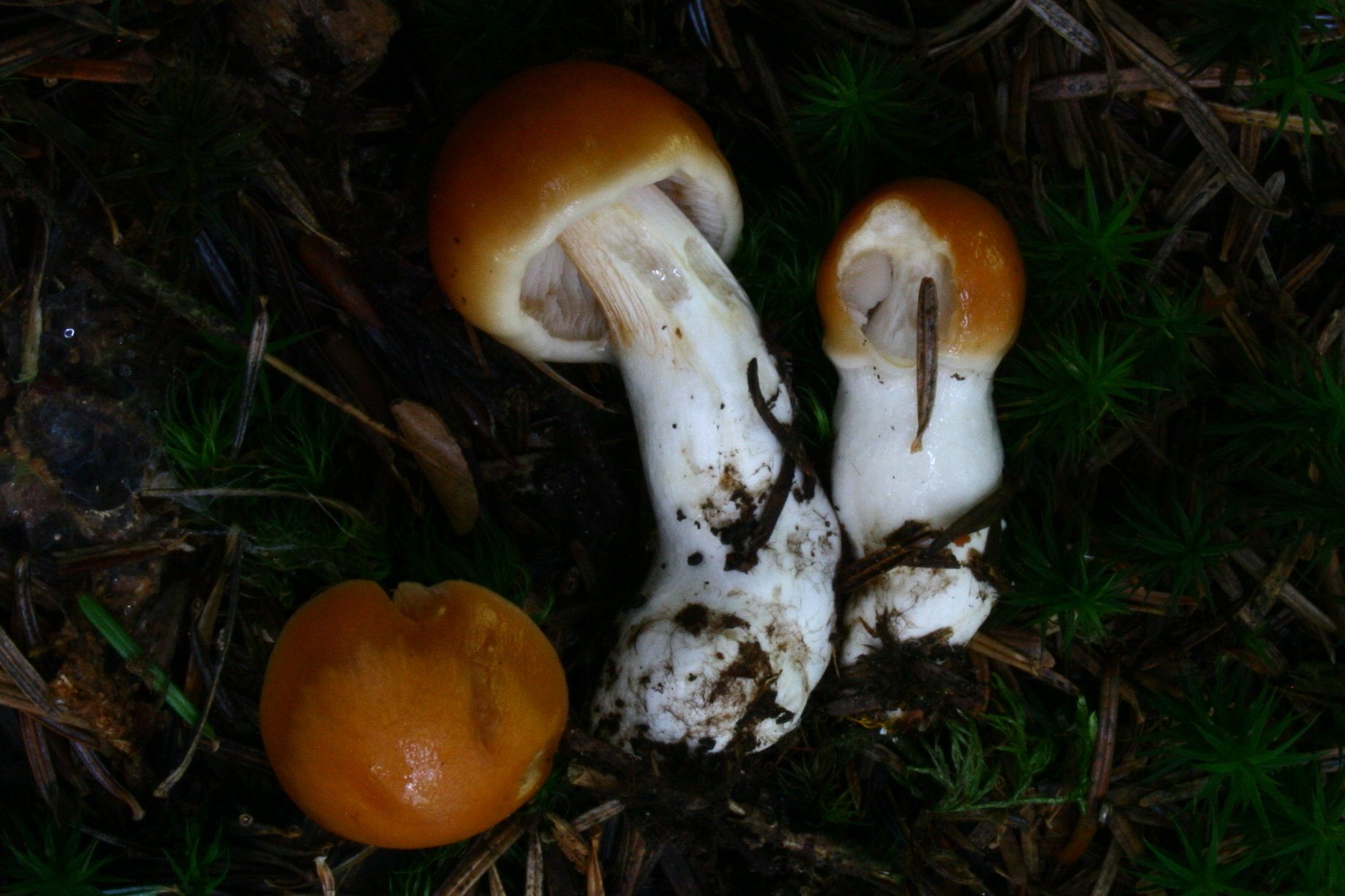
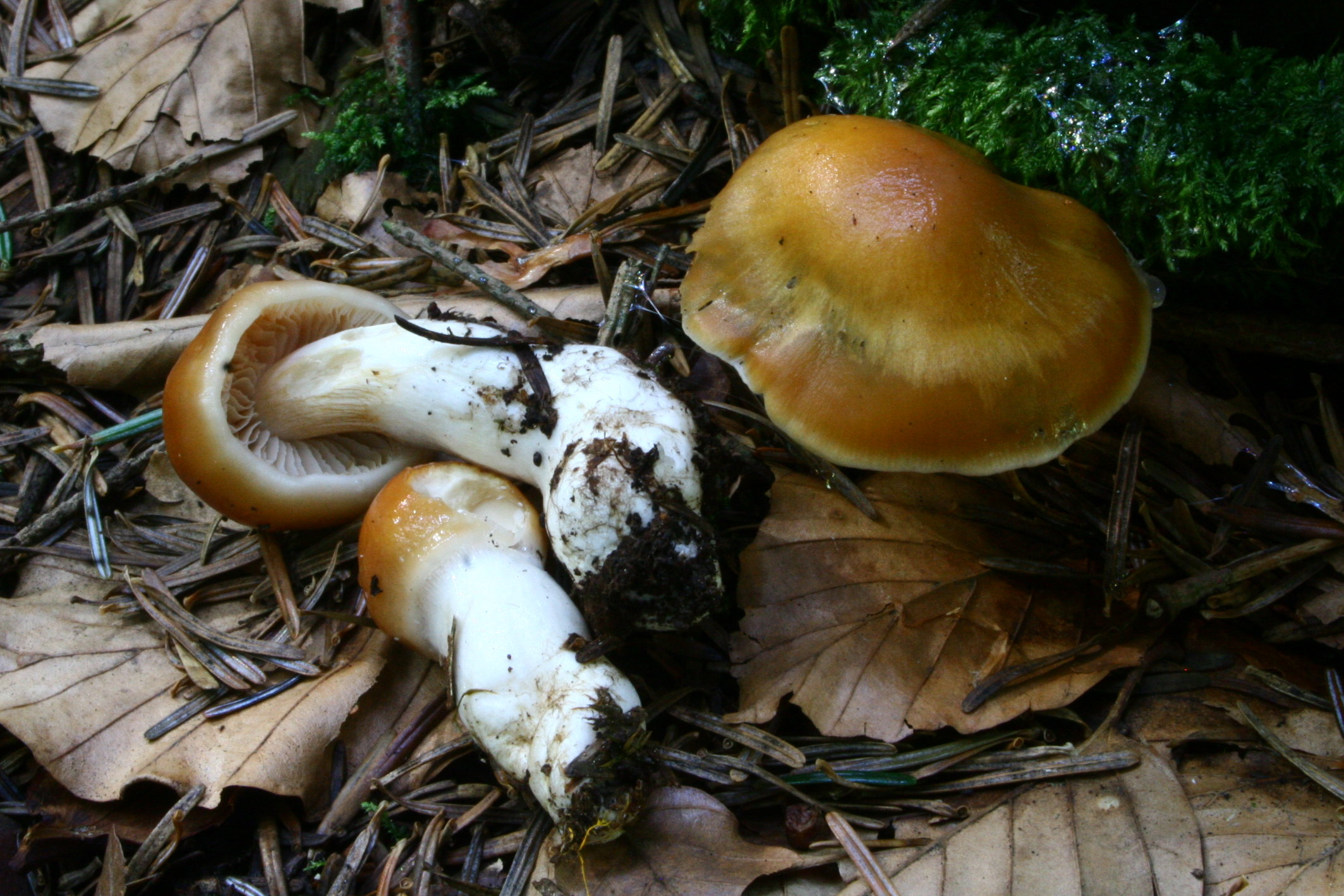
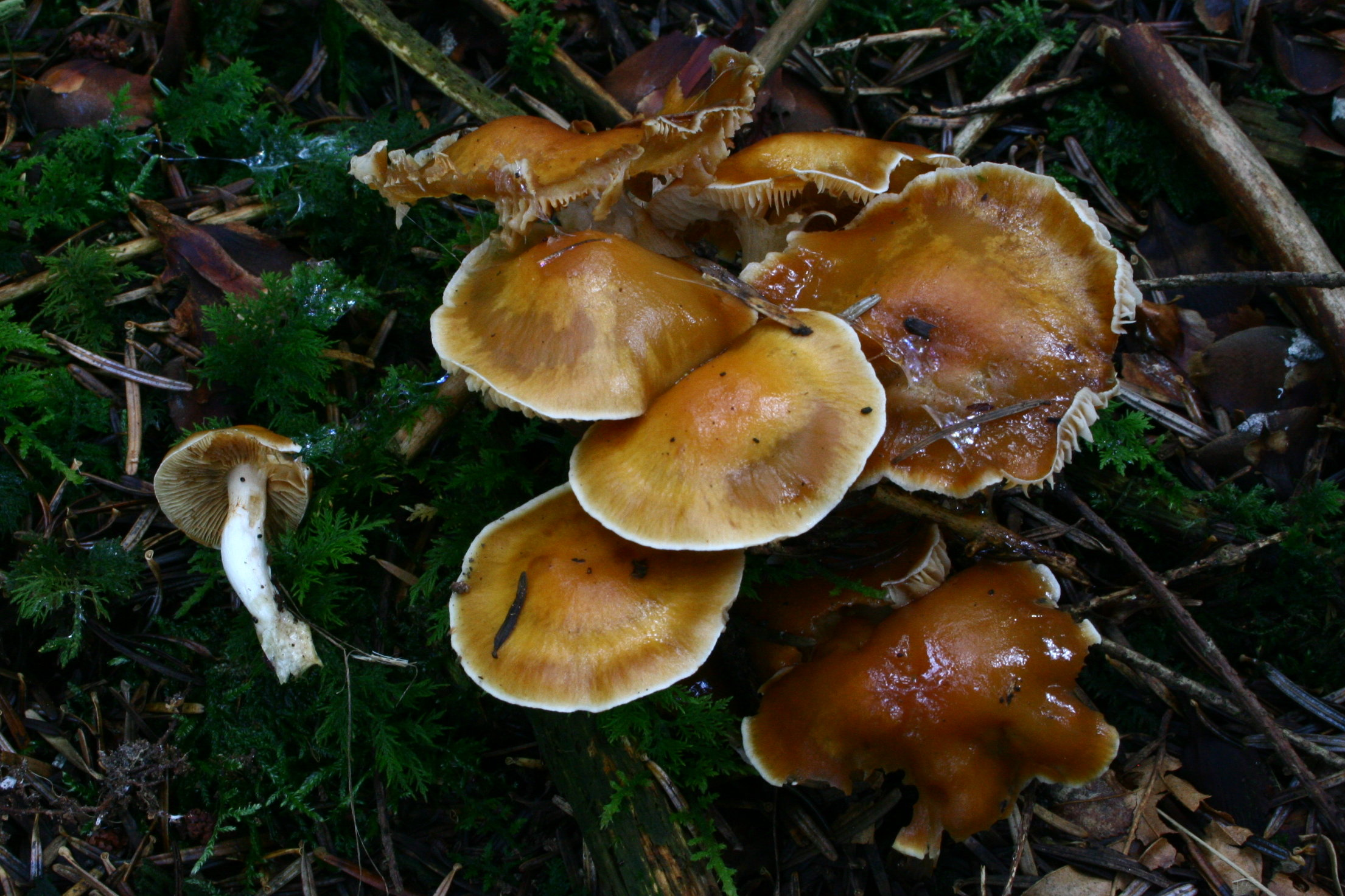
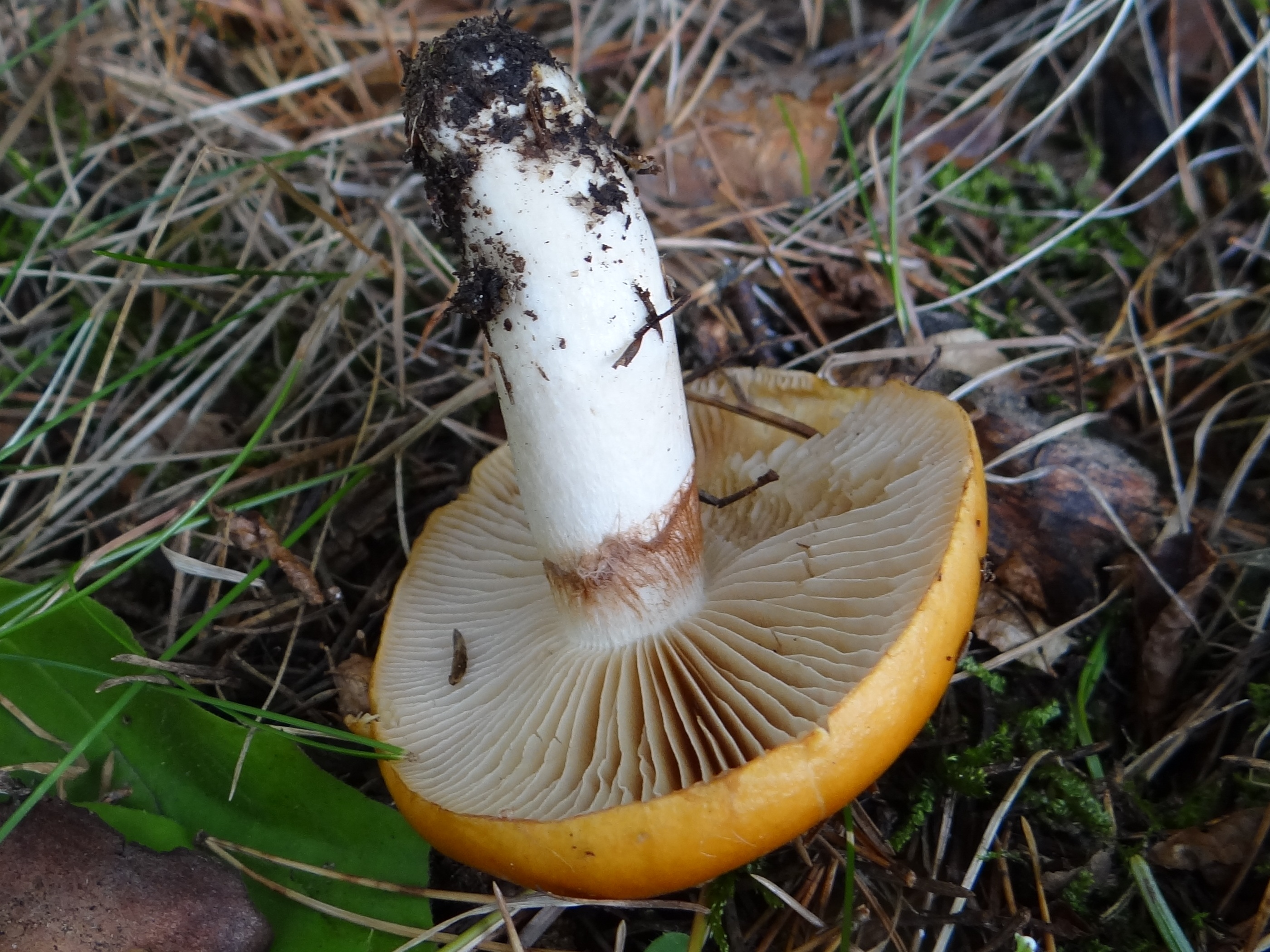

Nem ehető.   